# Henning Bahs Prisen
Henning Bahs Prisen er en filmpris ved den årlige Bodilprisuddeling, som uddeles af foreningen Danske Filmkritikere i samarbejde med Sammenslutningen af Danske Scenografer med formål at hylde fremragende arbejde indenfor produktionsdesign og filmscenografi. Prisen er navngivet efter den danske manuskriptforfatter og scenograf, Henning Bahs, og prisen blev uddelt for første gang ved Bodiluddelingen i 2012.

## Modtagere

### 2010'erne
| År   | Modtager(e)                         | Film                      |
| ---- | ----------------------------------- | ------------------------- |
| 2012 | Charlotte Bay Garnov og Peter Grant | Dirch                     |
| 2013 | Niels Sejer                         | En kongelig affære        |
| 2014 | Rasmus Thjellesen                   | Kvinden i buret           |
| 2015 | Rie Lykke                           | Kapgang                   |
| 2016 | Mia Stensgaard                      | Mænd og høns              |
| 2017 | Jette Lehmann                       | Forældre                  |
| 2018 | Thomas Bremer og Nikolaj Danielsen  | QEDA                      |
| 2019 | Simone Grau Roney                   | The House That Jack Built |

### 2020'erne
| År   | Modtager(e)             | Film                 |
| ---- | ----------------------- | -------------------- |
| 2020 | Josephine Farsø         | Harpiks              |
| 2021 | Rie Lykke               | Vores mand i Amerika |
| 2022 | Søren Schwarzberg       | Margrete Den Første  |
| 2023 | Jesper Clausen          | Du som er i himlen   |
| 2024 | Jette Lehmann           | Bastarden            |
| 2025 | Amalie Skovhus Petersen | Madame Ida           |